# Костурени
Вижте пояснителната страница за други значения на Костурино.
Костурени или Костурино (на гръцки: Ξιφιανή, Ксифяни, до 1953 година Ξυφώνια или Ξυφώνεια, Ксифония, до 1922 година Κωστούργιαννη, Костуряни) е село в Егейска Македония, Гърция, в дем Мъглен (Алмопия), административна област Централна Македония.

## География
Селото е разположено на 120 m надморска височина в котловината Мъглен (Моглена) на около 16 km северно от град Воден (Едеса) и на 4 km южно от демовия център Съботско (Аридеа).

## История

### Средновековие
Разкопки в западната част на хълма Свети Димитър показват съществуване на селище от IX век. Там са открити руините на църквата от първите християнски векове. Смята се, че първоначалното местоположение на селото е в западната част на хълма, но по време на периода на османското владичество около 1780 – 1790 година селото е преместено на сегашното му място за по-голяма сигурност.

### В Османската империя
Църквата „Свети Димитър“ на хълма е от 1858 година. В „Етнография на вилаетите Адрианопол, Монастир и Салоника“, издадена в Константинопол в 1878 година и отразяваща статистиката на населението от 1873 година, Костурени (Kostouréni) е посочено като село във Воденска каза със 77 къщи и 190 жители българи и 135 помаци.
Според Стефан Веркович към края на XIX век Костурино (Кустуряни) е българо-мохамеданско селище с мъжко население 314 души и 90 домакинства. Съгласно статистиката на Васил Кънчов („Македония. Етнография и статистика“) към 1900 година в Костурени (Костурчани) живеят 250 българи християни и 700 българи мохамедани.
Цялото християнско население на селото е под върховенството на Цариградската патриаршия. Според секретаря на Българската екзархия Димитър Мишев („La Macédoine et sa Population Chrétienne“) в 1905 година в Костурени (Kostoureni) има 280 българи патриаршисти гъркомани и в селото има гръцко училище. В 1909 година в Костурино е открито българско училище.
Гъркоманите от Костурени участват активно в Гръцката въоръжена пропаганда в Македония.
Екзархийската статистика за Воденската каза от 1912 година показва селото с 268 жители българи християни и 1234 мюсюлмани.

### В Гърция
През Балканската война селото е окупирано от гръцки части и остава в Гърция след Междусъюзническата война в 1913 година. Боривое Милоевич пише в 1921 година („Южна Македония“), че Костурени има 20 къщи славяни християни и 90 къщи славяни мохамедани. До 1922 година заедно с Рудино и Слатина образува община. Двете други села стават отделни общини в началото на 30-те години. В 1922 година е преименувано на Ксифония (Ξυφώνεια), а в 1953 – на Ксифяни (Ξιφιανή) по името на византийския пълководец Никифор Ксифий.
В 1924 година в селото са настанени 375 гърци бежанци. В 1928 година селото е смесено местно-бежанско със 107 семейства и 426 жители бежанци.
В 1981 година в селото има 923 или 980
Според изследване от 1993 година селото е смесено „славофонско-бежанско“, като „македонският“ и понтийският език в него са запазени на средно ниво.
В края на 1999 година общината е присъединена към дем Съботско, а в 2011 година – към дем Мъглен.
Селото е разположено в полето и землището му се напоява добре от река Мъгленица. Произвеждат се тютюн, жито, пипер, овошки.
| Година    | 1913 | 1920 | 1928 | 1940 | 1951 | 1961 | 1971 | 1981 | 1991 | 2001 | 2011 | 2021 |
| --------- | ---- | ---- | ---- | ---- | ---- | ---- | ---- | ---- | ---- | ---- | ---- | ---- |
| Население | 722  | 710  | 640  | 850  | 823  | 889  | 944  | 923  | 879  | 850  | 767  | 628  |